# Nationaal park Gunung Merbabu
Nationaal park Gunung Merbabu is een nationaal park in Indonesië. Het ligt nabij de stad Salatiga in de provincie Midden-Java op het eiland Java.